# Гудфеллоу, Джеймс
Джеймс Гудфеллоу (англ. James Goodfellow; род. 1937, Пейсли, Ренфрушир, Шотландия) — шотландский инженер и изобретатель, разработавший и запатентовавший систему аутентификации автоматической кассовой машиной, ATM, банкоматом клиента на основании предъявленной им машинно-читаемой карты и секретного ПИН-кода.

## Биография
Джеймс Гудфеллоу родился в Шотландии в городе Пейсли (область Ренфрушир), проходил обучения в родном городе, а затем в Глазго. Поступил на работу в компанию en:Kelvin Hughes, основанную  Уильямом Томсоном (1824−1907), в настоящее время компания является частью Smith's Industries.

## Изобретательская деятельность
Джеймс разработал устройство для автоматизированной выдачи денег. Автомат принимал картонные карты (носителями информации служили области, имеющие метку радиоактивного изотопа — углерод-14) и был снабжён клавиатурой для ввода персонального идентификационного номера — ПИН-кода. Патент на изобретение зарегистрирован в Великобритании 2 мая 1966 года под номером 1 197 183. Демонстрация тестового образца, созданного по заказу фирмы De La Rue, произошла на месяц позже аналогичного проекта другого шотландского изобретателя Джона Шепард-Баррона (англ. John Shepherd-Barron), который ранее разрабатывал и другие модели автоматов по выдаче наличных, но патентное первенство на ПИН-код принадлежит Гудфеллоу.

## Награды
В 2006 году Джеймс Гудфеллоу был удостоен награды Превосходнейшего Ордена Британской империи в знак признания его заслуг по изобретению ПИН-кода.